# St. Louis Blues (hockey su ghiaccio)
I St. Louis Blues sono una squadra professionista di hockey su ghiaccio statunitense, attualmente impegnata nella Central Division della Western Conference della NHL. La franchigia venne fondata nel 1967, e fu una delle prime ad aggiungersi alle storiche formazioni dell'Original Six. Per tre anni consecutivi, dal 1968 al 1970, i Blues raggiunsero le finali di Stanley Cup, ma vennero sempre sconfitti. Nel 2019, vincendo gara 7 in casa dei Boston Bruins conquistano il primo titolo della loro storia.

## Storia

### Gli inizi
Poco dopo la fondazione, i Blues arrivarono a raggiungere il traguardo della finale di Stanley Cup, dove furono superati dai Montréal Canadiens. Pur essendo un expansion team, i Blues si riconfermarono l'anno successivo, perdendo ancora in finale contro gli stessi avversari. In quel periodo i campioni erano Doug Harvey, Don McKenney e il portiere Jacques Plante, vincitore del Vezina Trophy nel 1969. Quell'anno i Blues vinsero la Western Division con un record di 37-25-14 e approdarono ai playoff. Nei quarti di finale sconfissero i Philadelphia Flyers chiudendo la serie sul 4-0, così come in semifinale contro i Los Angeles Kings. La squadra subì però nella serie di finale contro Montréal una clamorosa batosta: 0-4. Il portiere Glenn Hall venne nominato nell'All-Star Team. Sid Salomon Jr., tycoon e primo proprietario della squadra, ebbe un'ottima reputazione tra i giocatori, cui sembra concedesse vacanze e automobili, in un'epoca in cui i giocatori professionisti erano trattati come semplici "beni". Sembra inoltre che il segreto della brillantezza della squadra fosse l'atmosfera distesa e lontana dalle polemiche della St. Louis Arena.

### Un periodo difficile
I primi successi furono seguiti negli anni settanta da prestazioni della squadra in netto calo. Il dirottamento dei Chicago Blackhawks nella stessa Division e la partenza dei migliori giocatori, come Bowman, Goyette e Plante, avevano portato il St.Louis in una posizione di comprimarietà. Nella stagione 1973-74 per la prima volta i Blues mancarono l'accesso alla post-season, anche se nello stesso anno un nuovo rimpasto li proiettò nella più abbordabile Smythe Division, e nel 1976-77 tornarono i playoff. Quella fu l'ultima apparizione playoff del decennio più difficile nella pur breve storia della squadra.

### Gli anni 80
Nel 1977 la squadra aveva cambiato proprietà: lasciano i Salomon, amati nonostante la gestione molto entrante nella squadra, che sembrava il più delle volte aver ottenuto il solo risultato di destabilizzare l'ambiente; e arriva il gigante dell'industria alimentare per animali Ralston Purina. Nel 1980, solo un anno dopo aver concluso la stagione con il record negativo di vittorie (appena 18), i Blues ottennero la prima di 25 qualificazioni consecutive ai playoff. I giocatori simbolo di questo periodo nuovamente felice furono Wayne Babych (54 gol nella sola stagione 1980-81), Bernie Federko (104 punti nello stesso anno), in seguito eletto alla Hockey Hall of Fame, Brian Sutter e il portiere Mike Liut, che giunse alle spalle di Wayne Gretzky nella classifica per l'Hart Trophy. Quell'anno furono ben 45 le vittorie, per un totale di 107 punti, la seconda miglior prestazione della Lega.

## Roster 2011-2012
| Portieri | Portieri              | Portieri       | Portieri | Portieri | Portieri               |
| -------- | --------------------- | -------------- | -------- | -------- | ---------------------- |
| #        |                       | Giocatore      | Mano     | Acquisto | Luogo di nascita       |
| 41       | Slovacchia (bandiera) | Jaroslav Halak | SX       | 2010     | Bratislava, Slovacchia |
| 1        | Canada (bandiera)     | Brian Elliott  | SX       | 2011     | Newmarket, Ontario     |

| Difensori | Difensori              | Difensori          | Difensori | Difensori | Difensori                   |
| --------- | ---------------------- | ------------------ | --------- | --------- | --------------------------- |
| #         |                        | Giocatore          | Tiro      | Acquisto  | Luogo di nascita            |
| 27        | Canada (bandiera)      | Alex Pietrangelo   | DX        | 2008      | King City, Ontario          |
| 5         | Canada (bandiera)      | Barret Jackman – A | SX        | 1999      | Trail, British Columbia     |
| 22        | Stati Uniti (bandiera) | Kevin Shattenkirk  | DX        | 2011      | Greenwich, Connecticut, USA |
| 4         | Canada (bandiera)      | Kris Russell       | SX        | 2011      | Caroline, Alberta           |
| 28        | Canada (bandiera)      | Carlo Colaiacovo   | SX        | 2008      | Toronto, Ontario            |
| 6         | Canada (bandiera)      | Kent Huskins       | SX        | 2011      | Almonte, Ontario            |
| 46        | Rep. Ceca (bandiera)   | Roman Polak        | DX        | 2004      | Ostrava, Rep. Ceca          |
| 23        | Stati Uniti (bandiera) | Ian Cole           | SX        | 2007      | Ann Arbor (Michigan)        |

| Attaccanti | Attaccanti             | Attaccanti              | Attaccanti | Attaccanti | Attaccanti | Attaccanti                |
| ---------- | ---------------------- | ----------------------- | ---------- | ---------- | ---------- | ------------------------- |
| #          |                        | Giocatore               | Ruolo      | Tiro       | Acquisto   | Luogo di nascita          |
| 44         | Canada (bandiera)      | Jason Arnott            | C          | DX         | 2011       | Collingwood, Ontario      |
| 20         | Canada (bandiera)      | Alexander Steen – A     | LW         | SX         | 2008       | Winnipeg, Manitoba        |
| 10         | Canada (bandiera)      | Andy McDonald – A       | LW/C       | SX         | 2007       | Strathroy, Ontario        |
| 21         | Svezia (bandiera)      | Patrick Berglund        | C          | SX         | 2006       | Västerås, Sweden          |
| 26         | Canada (bandiera)      | B.J. Crombeen           | RW         | DX         | 2008       | Denver (Colorado)         |
| 36         | Canada (bandiera)      | Matt D'Agostini         | RW         | DX         | 2010       | Sault Ste. Marie, Ontario |
| 78         | Russia (bandiera)      | Evgeny Grachev          | C/LW       | DX         | 2011       | Khabarovsk, Russia        |
| 15         | Stati Uniti (bandiera) | Jamie Langenbrunner - A | RW         | DX         | 2011       | Cloquet (Minnesota)       |
| 74         | Stati Uniti (bandiera) | T.J. Oshie              | RW/C       | DX         | 2005       | Mount Vernon (Washington) |
| 32         | Canada (bandiera)      | Chris Porter            | C          | SX         | 2007       | Toronto, Ontario          |
| 12         | Canada (bandiera)      | Scott Nichol            | C          | DX         | 2011       | Edmonton, Alberta         |
| 42         | Stati Uniti (bandiera) | David Backes            | C          | DX         | 2003       | Minneapolis (Minnesota)   |
| 57         | Canada (bandiera)      | David Perron            | LW         | DX         | 2007       | Fleurimont, Quebec        |